# 金東英
金東英（韓語：김동영，1988年4月23日—），另譯作金東永，韓國男演員。

## 演出作品

### 電視劇
- 2008年：SBS《我的甜美都市》飾演 金永洙(高中)
- 2009年：KBS2《松藥局的兒子們》飾演 朴龍哲
- 2011年：KBS《Drama Special－白色聖誕節》飾演 金鎮洙
- 2011年：KBS2《荆棘鳥》飾演 朴漢秀(少年)
- 2012年：SBS《家族的誕生》飾演
- 2014年：tvN《岬童夷》飾演 金大奇
- 2016年：tvN《獨酒男女》飾演 金東英 [2]
- 2017年：OCN《隧道》飾演 全盛植(少年)(ep01.02)
- 2018年：SBS《Return》飾演 金東裴
- 2018年：OCN《小神的孩子們》飾演 韓尚九
- 2018年：tvN《一起吃飯吧3：Begins》飾演 裴秉三
- 2018年：SBS《福秀回來了》飾演 李慶賢
- 2019年：tvN《偉大的Show 》飾演 高奉久
- 2020年：KBS2《靈魂維修工》飾演 車東日(ep01~04)
- 2020年：OCN《Train》飾演 金振宇[3]
- 2020年：JTBC《Run On》飾演 高睿駿
- 2021年：KBS2《月升之江》飾演 沙奉開
- 2021年：SBS《Penthouse上流戰爭2》飾演 調查愛嬌殺人事件的刑警(ep11.12)
- 2021年：JTBC《月刊家》飾演 英媛的前男友(ep03)
- 2021年：Netflix《D.P：逃兵追緝令》飾演 崔雋沐(ep02.04)
- 2021年：TVING《怪異》飾演 元碩
- 2022年：KBS2《魔咒的戀人》飾演 王允浩
- 2023年：Netflix《D.P：逃兵追緝令2》飾演 崔雋沐(ep01)
- 2023年：ENA《白晝之月》飾演 鄭允濟
- 2023年：Netflix《Sweet Home 2》飾演 俊日[4]
- 2025年：Wavve《S LINE》飾演 吳東植

### 電影
- 1999年：《記憶中的風琴》飾演 5-1班的孩子們
- 2004年：《馬粥街殘酷史》飾演 金賢秀(童年)
- 2004年：《舞動真情（朝鲜语：바람의 전설 (2004년 영화)）》飾演 炒年糕店的兒子
- 2004年：《音樂班的春天》飾演 容錫
- 2005年：《我愛你，馬順》飾演 哲浩[5]
- 2005年：《尋母三萬里》飾演 鍾煥
- 2006年：《愛將逝》飾演 划船部學生
- 2006年：《女教授的隱秘魅力》飾演 鍾斗
- 2006年：《家族的誕生》飾演 麵店常客
- 2006年：《暴力城市》飾演 張畢鎬(少年)
- 2006年：《伴我走天涯》飾演 醬狗
- 2011年：《棒球之愛》飾演 趙章赫
- 2011年：《再見男孩》飾演 昌根[6]
- 2011年：《格鬥少年菀得》飾演 赫柱
- 2012年：《十八，十九》飾演 海俊
- 2012年：《嘻哈青春》飾演 容燦
- 2014年：《新村僵屍漫畫》飾演 楊阿里
- 2014年：《非常警探》飾演 都刑警
- 2016年：《舞水端》飾演 盧日權
- 2016年：《宅男的偉大願望》飾演 南俊
- 2016年：《密探》飾演 許鐵柱
- 2016年：《困獸之網》飾演 特工
- 2017年：《容順》飾演 體育
- 2017年：《軍艦島》飾演 賭徒
- 2017年：《屍蹤7號房》飾演 韓旭
- 2018年：《信徒》飾演 東英[7][8]
- 2019年：《機密行動：我們的辭典》飾演 金德鎮成年時期
- 2019年：《朝鮮花美男》飾演 東柱
- 2019年：《第十二個嫌疑犯》飾演 朴仁成
- 2021年：《第8夜》飾演 東振
- 2023年：《誆世巨作：蜘蛛窩新宇宙》飾演 助理導演
- 2023年：《鬼6怨》飾演 鎰坤恩
- 2023年：《全羅道少年殺人事件》飾演 權昌浩[9]
- 2023年：《信徒2》飾演 曼科[10]

## 外部連結
- 金東英的Instagram帳戶